# Gunnar Hammerich
Gunnar Hammerich  (11. juli 1893 i København – 23. maj 1977 i Ærøskøbing) var en dansk billedhugger, bror til Magdalene Hammerich.
Han var søn af ingeniøren Holger Hammerich. Hammerich havde en alsidig uddannelse inden for sit fag og bl.a. havde gået på Kunstakademiet i København. I 1920'erne opholdt han sig flere år i Sydamerika.
Han er mest kendt for sine mange portrætbuster, der står opstillet mange steder, især i Sønderjylland. Gunnar Hammerich boede fra 1928 til 1943 på Egernvej 10 på Frederiksberg. Han stod blandt andet bag figuren "Hvilende Kvinde" i haveanlægget i Hostrups Have på Frederiksberg. 
Hammerichs Hus, Gyden 22 i Ærøskøbing var billedhuggeren Gunnar Hammerichs feriebolig - et velbevaret 1700-tals hus med en samling af sønderjyske og ærøske antikviteter og hollandske fliser. I kælderen på byens nye rådhus findes en samling af Hammerichs buster i gips. Gunnar Hammerich flyttede i 1943 permanent til Ærøskøbing, til skipperhuset i Vestergade 44, som i dag er fredet og fungerer som pensionat.
Hammerich var Ridder af Dannebrog.
- Hammerichs Hus